# Gerrit van Wees
Gerardus Jacobus "Gerrit" van Wees (26 de janeiro de 1913 — 5 de maio de 1995) foi um ciclista holandês que participava em competições de ciclismo de pista.
Van Wees defendeu as cores dos Países Baixos competindo na perseguição por equipes de 4 km nos Jogos Olímpicos de Verão de 1936 em Berlim.